# Marchaux-Chaudefontaine
Marchaux-Chaudefontaine é uma comuna francesa na região administrativa da Borgonha-Franco-Condado, no departamento de Doubs. Estende-se por uma área de 16.39 km². Em 2010 a comuna tinha 1 498 habitantes (densidade: 91,4 hab./km²).
Foi criada em 1 de janeiro de 2018, a partir da fusão das antigas comunas de Marchaux (sede da comuna) e Chaudefontaine.